# Академия ФСО России
Академия Федеральной службы охраны Российской Федерации — федеральное государственное казённое военное образовательное учреждение высшего образования, подведомственное Федеральной службе охраны РФ.
За время существования это учебное заведение не раз меняло своё наименование. Ниже приведены сокращенные наименования в хронологической последовательности: ВТУ, ОВВКУС, ВИПС, Академия ФАПСИ, Академия Спецсвязи России, Академия ФСО России.

Флаг Федеральной службы охраны Российской Федерации

## Общие сведения
Академия входит в структуру органов государственной охраны и является государственным образовательным учреждением высшего образования, в котором предусмотрена военная служба.

## История

### Советское время
В соответствии с приказом председателя КГБ при Совете Министров СССР к 1 июня 1966 года в г. Багратионовске Калининградской области на базе военного городка 95 пограничного отряда и первого корпуса Высшего пограничного командного училища было сформировано Военно-техническое училище (ВТУ) КГБ при Совете Министров СССР для подготовки офицеров связи органов и войск КГБ.
Срок обучения курсантов ВТУ был установлен 3 года, а для слушателей курсов переподготовки — 3-5 месяцев. Из Московского пограничного училища были переданы все курсанты, оканчивающие в 1966 году 1 и 2 курсы обучения. Начальником училища назначен С. Г. Орехов.
31 августа 1966 года на основании Указа Президиума Верховного Совета СССР заместитель председателя КГБ генерал-майор Л. И. Панкратов от имени Президиума Верховного Совета СССР вручил ВТУ Боевое Красное Знамя и Грамоту Президиума Верховного Совета СССР. Этот день ежегодно отмечается как день образования училища. С 1 сентября 1966 года начался учебный процесс.
В каждом курсантском дивизионе предусматривалось обучение по профилям. Бурное развитие средств связи и техническое переоснащение войск диктовали настоятельную необходимость более высокой инженерной подготовки офицеров-связистов.
В соответствии с приказом председателя КГБ при Совете Министров СССР Военно-техническое училище 1 октября 1972 года переводится в Орёл и преобразуется в Орловское высшее военное командное училище связи (ОВВКУС) по подготовке офицеров командного состава с высшим образованием. В июле 1972 года в г. Орле произведен первый набор курсантов для 4-годичного обучения. На базе циклов и отдельных дисциплин создаются кафедры. Осуществляется переход на батальонную систему обучения курсантов. Начинается большое строительство учебно-административного комплекса, лекционных залов, курсантских казарм и других объектов. В августе 1973 года начальником ОВВКУС назначается В. А. Мартынов. Приказом председателя КГБ при СМ СССР № 97 от 12 июля 1976 года объявлено постановление СМ СССР от 17 июня 1976 года № 471 о присвоении Орловскому высшему военному командному училищу связи КГБ при СМ СССР имени М. И. Калинина за высокие показатели, достигнутые при подготовке офицерских кадров. В 1993 году произведен последний выпуск офицеров по 4-годичной программе.

### 1990-е годы
В 1991 году в государственных структурах России было образовано Федеральное Агентство правительственной связи и информации при Президенте Российской Федерации (ФАПСИ). Президентом России перед ФАПСИ были поставлены задачи, выполнение которых потребовало разработки принципиально нового концептуального подхода к подготовке сотрудников Федерального Агентства. Поэтому, в соответствии с Указом Президента Российской Федерации от 21 марта 1992 года приказом генерального директора ФАПСИ 23 апреля 1992 года ОВВКУС им. М. И. Калинина преобразовано в Военный институт правительственной связи (ВИПС). Начальником института назначен генерал-майор В. А. Мартынов. 1 октября 1992 года осуществлен переход на факультетскую систему обучения курсантов. В 1993 году при ВИПС образована аспирантура и проведён первый набор для очного и заочного обучения.
6 марта 1994 года ВИПС первым из военных вузов России получил лицензию на право ведения образовательной деятельности по установленным специальностям. С 1995 года начался выпуск офицеров, прошедших обучение по 5-летней программе. В 1996 году утверждена новая организационно-штатная структура института. Имеется и совершенствуется учебно-методический и научно-информационный комплекс в составе кафедр, научно-исследовательского отдела, аспирантуры, отдела информационно-телекоммуникационных систем с дисплейными классами, методических кабинетов, бюро научно-технической информации, библиотеки с читальными залами.
23 февраля 1993 года на базе ВИПС открыт для посещения Музей правительственной связи, который 22 октября 1993 года занесен в реестр государственных музеев России, а 29 октября 1996 года реорганизован в Музей ФАПСИ при Президенте России.

### 2000-е — 2010-е годы
Распоряжением Президента РФ от 30 марта 2000 года № 94-рп постановлением Правительства РФ от 12 апреля 2000 года № 336 в целях совершенствования подготовки, переподготовки и повышения квалификации военных кадров в области правительственной связи и иных видов специальной связи, радиоэлектронной разведки средств связи и защиты информации, и в соответствии с ФЗ «Об обороне» Военный институт правительственной связи преобразован в Академию Федерального агентства правительственной связи и информации при Президенте Российской Федерации (сокращенное наименование — «Академия ФАПСИ»).
Распоряжением Правительства Российской Федерации от 25 октября 2003 года № 1545-р Академия Федерального агентства правительственной связи и информации при президенте Российской Федерации переименована в Академию Службы специальной связи и информации при Федеральной службе охраны Российской Федерации (сокращенное наименование — «Академия Спецсвязи России»).
Распоряжением Правительства Российской Федерации от 15 ноября 2004 года № 1450-р Академия Службы специальной связи и информации при Федеральной службе охраны Российской Федерации переименована в Академию Федеральной службы охраны Российской Федерации (сокращенное наименование — «Академия ФСО России»).
Распоряжением Правительства Российской Федерации от 15 сентября 2008 года № 1343-р Академия Федеральной службы охраны Российской Федерации реорганизована путём присоединения филиала — государственного образовательного учреждения среднего профессионального образования Воронежское военно-техническое училище Федеральной службы охраны Российской Федерации.

## Настоящее время
Академия Федеральной службы охраны Российской Федерации — государственное образовательное учреждение высшего образования, в котором предусмотрена военная служба. В состав Академии входит Воронежский институт правительственной связи (филиал) Академии Федеральной службы охраны Российской Федерации (далее — Филиал).
Курсанты академии обучаются по учебным планам и программам, разработанным в соответствии с требованиями государственных образовательных стандартов высшего профессионального образования второго и третьего поколения.
В сентябре 2016 года «за заслуги в подготовке высококвалифицированных кадров, мужество и самоотверженность, проявленные выпускниками академии в ходе выполнения учебно-боевых задач, а также в связи с 50-летием со дня образования» академия награждена орденом Кутузова.